# 김종덕 (골프 선수)
김종덕(1961년 6월 4일~)은 대한민국의 골프 선수이다. 1986년에 프로로 전향하여 일본 투어에서 4회 우승했다.